# Relaciones Benín-Rusia

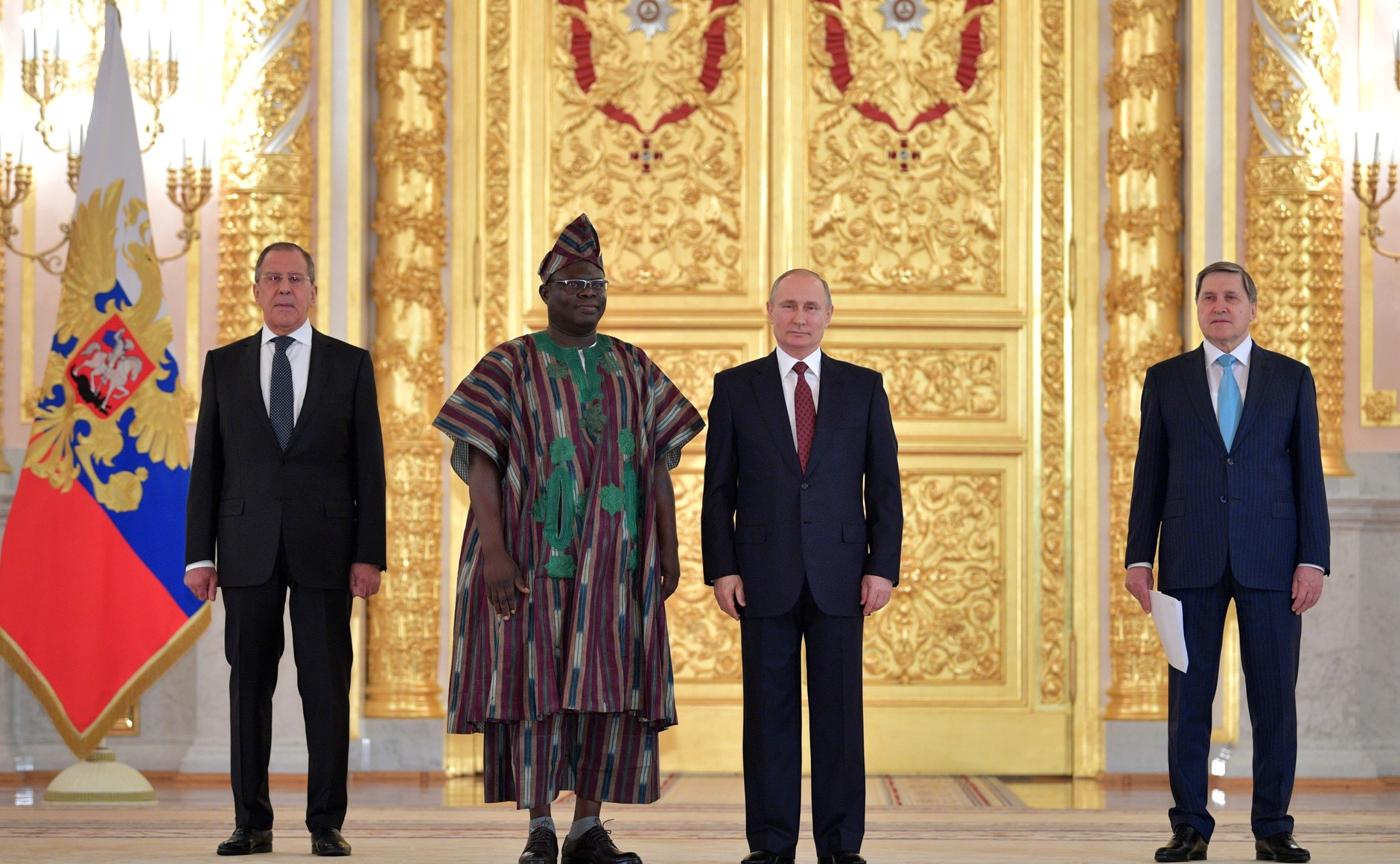
Vladímir Putin y el embajador de Benín, 2018.

Las relaciones Benín–Rusia (en ruso: Российско-бенинские отношения, en francés: relations Bénin-Russie) son la relación entre dos países, la República de Benín y la Federación Rusa. Rusia tiene una embajada en Cotonú, que es representación para Benín y Togo. Benín tiene una embajada en Moscú.

## Relaciones en época soviética

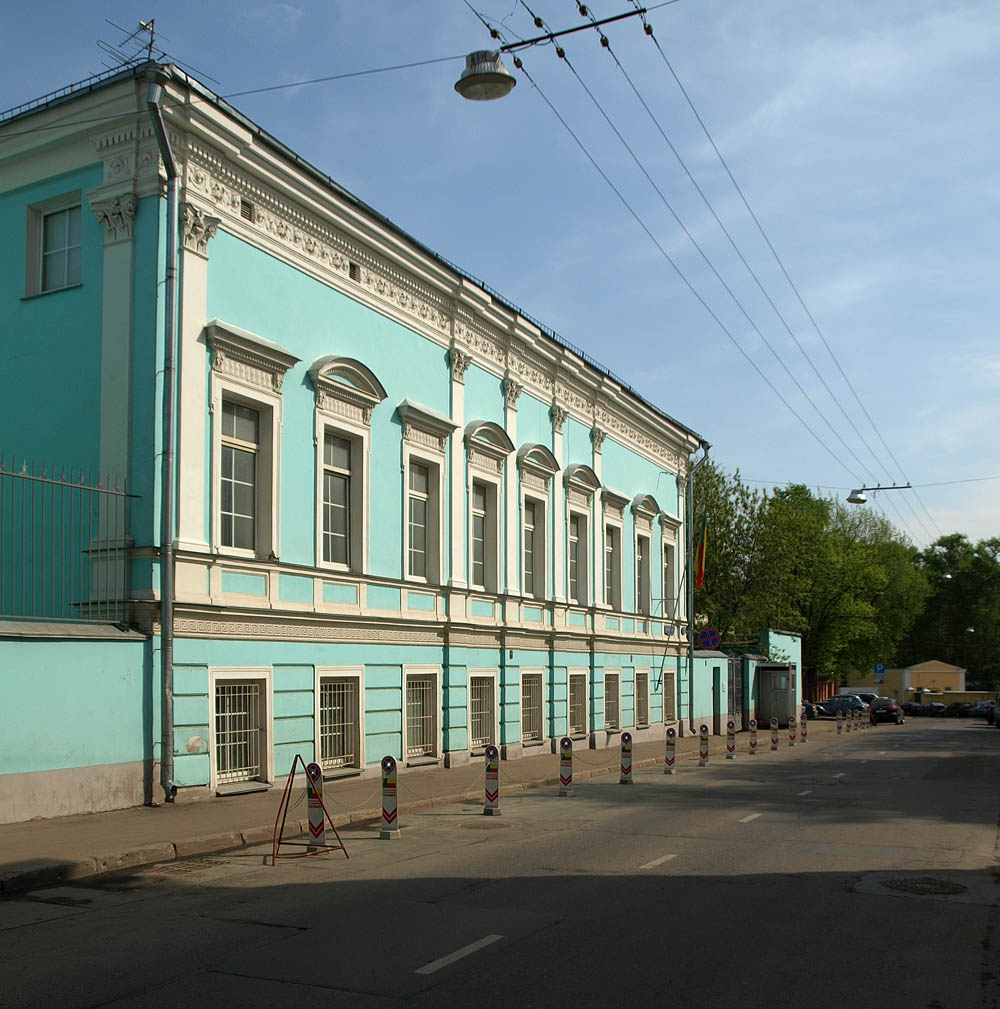
Embajada de Benín en Rusia, Moscú.

La Unión Soviética reconoció a la República de Dahomey como estado independiente y soberano el 18 de agosto de 1960, estableciéndose relaciones diplomáticas entre los dos estados el 4 de junio de 1962. Desde el 24 de julio de ese año las relaciones se condujeron en la embajada soviética en Togo, hasta que se nombró al primer embajador de Rusia en Benín, Aleksandr Nikítich Abrámov, el 1 de febrero de 1966.
Las relaciones entre los dos países eran inicialmente mínimas, sin embargo, las relaciones se intensificaron tras el golpe que llevó al poder en octubre de 1972 a Mathieu Kérékou, quien proclamó en 1974 que Dahomey seguiría la línea marxista-leninista. Esto hizo que la Unión Soviética se convirtiera en el mayor aliado de Kérékou en el plano internacional. Desde 1974 a 1983, más del 60 % de las importaciones de armas de Benín fueron de la Unión Soviética.
La Armada Soviética visitaba periódicamente el puerto de Cotonú, entre 1953 y 1980 pasaron un total de 462 días-barco en la capital.
En noviembre de 1986, Kérékou acudió en visita de Estado a la Unión Soviética, donde se reunió con Mijaíl Gorbachov. Durante la visita se firmó una declaración de amistad y cooperación.

## Relaciones con la Federación Rusa
El 9 de enero de 1992, Benín reconoció a la Federación Rusa como estado sucesor de la Unión Soviética, tras su disolución.